# Municipio de Santa Clara de Olimar
El municipio de Santa Clara de Olimar es uno de los municipios del departamento de Treinta y Tres, Uruguay. Tiene su sede en la localidad homónima.

## Ubicación
El municipio se encuentra localizado en la zona nor-oeste del departamento de Treinta y Tres.

## Características
El municipio de Santa Clara de Olimar fue creado por Ley Nº 18653 del 15 de marzo de 2010, y forma parte del departamento de Treinta y Tres. Comprende el distrito electoral FDA de ese departamento.

## Territorio y demografía
El territorio correspondiente a este municipio comprende un área total de 482,4 km², y alberga una población de 2485 habitantes de acuerdo a datos del censo del año 2011, lo que implica una densidad de población de 5,2 hab/km².
Forman parte del municipio las siguientes localidades: 
- Santa Clara de Olimar

## Autoridades
La autoridad del municipio es el Concejo Municipal, compuesto por el Alcalde y cuatro Concejales.
| Nº | Alcalde                       | Partido             | Inicio del mandato      | Fin del mandato           | Observaciones                                     | Concejales                                                                            |
| -- | ----------------------------- | ------------------- | ----------------------- | ------------------------- | ------------------------------------------------- | ------------------------------------------------------------------------------------- |
| 1  | Óscar Alfredo Viera Lopetegui | Partido Nacional PN | 9 de julio de 2010      | 8 de julio de 2015        | Alcalde elegido                                   |                                                                                       |
| 2  | Óscar Alfredo Viera Lopetegui | Partido Nacional PN | 9 de julio de 2015      | 26 de noviembre de 2020   | Alcalde reelegido                                 | Javier Suárez (PN) María Larrañaga (PN) Luis A. Rodríguez (PN) Francinet Moreira (PN) |
| 3  | Pablo Echeverria              | Partido Nacional PN | 27 de noviembre de 2020 | finaliza en julio de 2025 | Alcalde elegido                                   | Oscar Viera (PN) Oscar Santiago Viera (PN) Sandra Larrosa (PN) María Morena (PN)      |
| 4  | Oscar Alfredo Viera           | Partido Nacional PN | 11 de julio de 2025     | finaliza en 2030          | Alcalde elegido nuevamente para un tercer mandato |                                                                                       |